# Felső-Skagit törzs

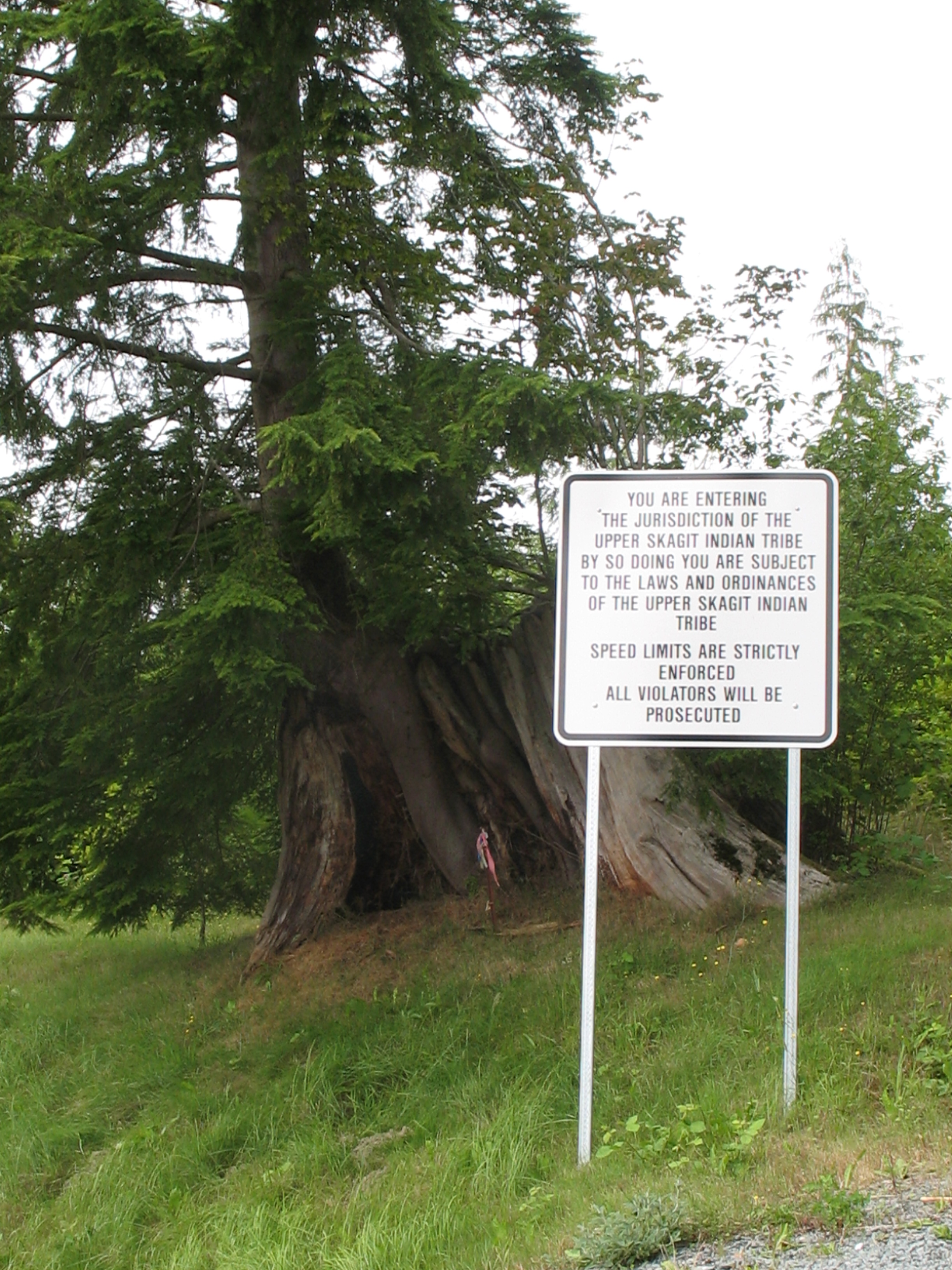
Jelzőtábla

A Felső-Skagit törzs az Amerikai Egyesült Államok szövetségi kormánya által elismert indián szervezet.
A gyarmatosítás előtt a csoport földjei a Skagit folyó mentén Mount Vernon és Newhalem között, valamint a Baker és Sauk folyók mentén terültek el. Az egykor a lushootseed nyelvet beszélő nép kulturálisan a Cascade-hegységtől keletre élő más törzsekhez áll a legközelebb.

## Rezervátum
A Felső-Skagit rezervátum Washington állam Skagit megyéjének nyugati részén elterülő három földdarabból áll, melyek teljes területe 0,4 km2. A 2010. évi népszámláláskor a rezervátumban 220-an éltek, közülük 165-en indián származásúak.
A lakosok egészségügyi ellátásáért a Sedro–Woolley-ban található Upper Skagit Tribal Clinic felel.

## Gazdaság
A törzs kaszinót, szállodát, éttermeket és benzinkutat is fenntart.

## Fordítás
- Ez a szócikk részben vagy egészben  az   Upper Skagit Indian Tribe című angol Wikipédia-szócikk ezen változatának fordításán alapul.  Az eredeti cikk szerkesztőit annak laptörténete sorolja fel. Ez a jelzés csupán a megfogalmazás eredetét és a szerzői jogokat jelzi, nem szolgál a cikkben szereplő információk forrásmegjelöléseként.